# Juan Muñiz
Juan Muñiz Gallego (Gijón, 14 marzo 1992) è un calciatore spagnolo, centrocampista dello Johor Darul Ta'zim.

## Carriera

### Club
Ha giocato nella prima divisione dei campionati spagnolo e greco, e nella seconda divisione spagnola.

### Nazionale
Ha giocato nelle nazionali giovanili spagnole Under-17 ed Under-19; con quest'ultima nel 2011 ha anche vinto un campionato europeo di categoria.

## Palmarès

### Club

#### Competizioni nazionali
- Liga Super: 1

Johor Darul Ta'zim: 2024-2025
- Coppa della Malaysia: 1

Johor Darul Ta'zim: 2024-2025

### Nazionale
- Campionato d'Europa Under-19: 1

2011